# الجنة (المحابشة)

تعديل مصدري - تعديل

الجنة هي إحدى قرى عزلة حجر بمديرية المحابشة التابعة لمحافظة حجة، بلغ تعداد سكانها 1010 نسمة حسب تعداد اليمن لعام 2004.